# Радовиц, Йозеф Мария фон
Йозеф Мария Эрнст Кристиан Вильгельм фон Радовиц (нем. Joseph Maria Ernst Christian Wilhelm von Radowitz; 6 февраля 1797, Бланкенбург — 25 декабря 1853, Берлин) — прусский генерал и государственный деятель.
Отец его, родом из Венгрии, был католиком, мать — протестанткой. До 14-летнего возраста воспитывался в протестантском духе, но затем отец успел внушить ему горячую любовь к католицизму, которая имела большое влияние на всю его последующую деятельность.
Получив образование в Париже, Радовиц поступил офицером в вестфальскую артиллерию. В битве под Лейпцигом он был ранен и взят в плен. После падения Вестфальского королевства Радовиц поступил на службу к гессенскому курфюрсту, участвовал в доходах против Франции, позже был учителем в кадетском корпусе.
В 1823 г. перешел на прусскую службу и был назначен преподавателем к принцу Альбрехту. В это время им были написаны первые его труды: «Handbuch für die Anwendung der reinen Mathematik» (B., 1827), «Ueber die Theorie der Zuverlässigkeit der Beobachtungen und Versuche und der von derselben abhängigen Bestimmung des Mittels ausgegebenen Zahlen» (Б., 1827), «Der Kriegschauplatz in der Türkei» (Б., 1829). Брак с графиней фон Бос открыл ему доступ в прусское аристократическое общество. В 30-х годах принимал живое участие в консервативной газете «Polit. Wochenblat».
Клерикализм и консерватизм Радовица способствовали его сближению с кронпринцем (впоследствии королём Фридрихом-Вильгельмом IV), перешедшему в задушевную дружбу. В конце 30-х годов Радовиц был назначен прусским военным уполномоченным при франкфуртском союзном сейме, затем посланником при дворах Баденском, Дармштадтском и Нассауском. В 1847 г. он составил проект реформы Германского союза и для проведения его был отправлен чрезвычайным уполномоченным в Вену, но планы его не осуществились вследствие медлительности Меттерниха и революционных движений 1848 г. В сочинениях своих «Deutschland und Friedrich-Wilhelm IV» (Гамбург, 1848) и «Gespräche aus der Gegenwart über Staat und Kirche» (Штутг., 1846) Радовиц был выразителем направления, которого держался до 1848 г. Фридрих-Вильгельм IV.
Во франкфуртском национальном собрании Радовиц, оставивший прусскую службу, был вождем крайней правой. В конце апреля 1849 г. он был вызван в Берлин и принял участие в выработке проекта нового союзного устройства Германии. Попытка образования унии с мелкими государствами под прусским протекторатом нашла в Радовице горячего поборника и защитника перед прусскими палатами в эрфуртским парламентом (февраль — март 1850 г.).
Во время конфликта Пруссии с Австрией и поддерживавшими её германскими государствами Радовиц принял пост министра иностранных дел (27 сентября 1850 г.) и настаивал на решительных мерах; когда его предложения не были приняты королём, он вышел в отставку (2 ноября).
В изданных затем «Neue Gespräche aus der Gegenwart» он является уже не защитником сословной монархии, а конституционалистом; отношение его к протестантству становится гораздо мягче; идее объединения Германии под прусской гегемонией он предан по-прежнему. В 1852 г. снова вступил на службу по военному ведомству, но уже в 1853 г. умер.
Сочинения, кроме указанных выше, «Die Theorie des Ricochets» («Archiv für Artillerie und Ingenieurei», 1835), «Ikonographie der Heiligen» (Берл., 1834), «Die Span. Successionsfrage» (Франкфурт, 1839), «Wer erbt in Schleswig» (Карлсруэ, 1846) и др. Полное собрание его соч. («Gesammelte Schriften») вышло в 1852—53 гг. Ср. Frensdorff, «Joseph von R.» (Лпц., 1850); Fischer, «R., seine polit. Anschauungen und deren Einfluss auf Friedrich-Wilhelm IV» («Histor. Taschenbuch», Лпц., 1874).
Его сын Йозеф Мария фон Радовиц младший (1839—1912) — немецкий дипломат.